# Toxey (Alabama)
 Toxey, Alabama és una població dels Estats Units a l'estat d'Alabama. Segons el cens del 2000 tenia 152 habitants.

## Demografia
Segons el cens del 2000, Toxey tenia 152 habitants, 61 habitatges, i 45 famílies La densitat de població era de 85,1 habitants/km².
Dels 61 habitatges en un 34,4% hi vivien nens de menys de 18 anys, en un 62,3% hi vivien parelles casades, en un 9,8% dones solteres, i en un 24,6% no eren unitats familiars. En el 23% dels habitatges hi vivien persones soles el 14,8% de les quals corresponia a persones de 65 anys o més que vivien soles. El nombre mitjà de persones vivint en cada habitatge era de 2,49 i el nombre mitjà de persones que vivien en cada família era de 2,87.
Per edats la població es repartia de la següent manera: un 29,6% tenia menys de 18 anys, un 3,3% entre 18 i 24, un 25,7% entre 25 i 44, un 19,7% de 45 a 60 i un 21,7% 65 anys o més.
L'edat mediana era de 39 anys. Per cada 100 dones hi havia 94,9 homes. Per cada 100 dones de 18 o més anys hi havia 81,4 homes.
La renda mediana per habitatge era de 23.750 $ i la renda mediana per família de 27.143 $. Els homes tenien una renda mediana de 36.250 $ mentre que les dones 17.188 $. La renda per capita de la població era de 16.244 $. Aproximadament el 7,1% de les famílies i el 13,8% de la població estaven per davall del llindar de pobresa.

## Poblacions més properes
El següent diagrama mostra les poblacions més properes.